# Duna 7

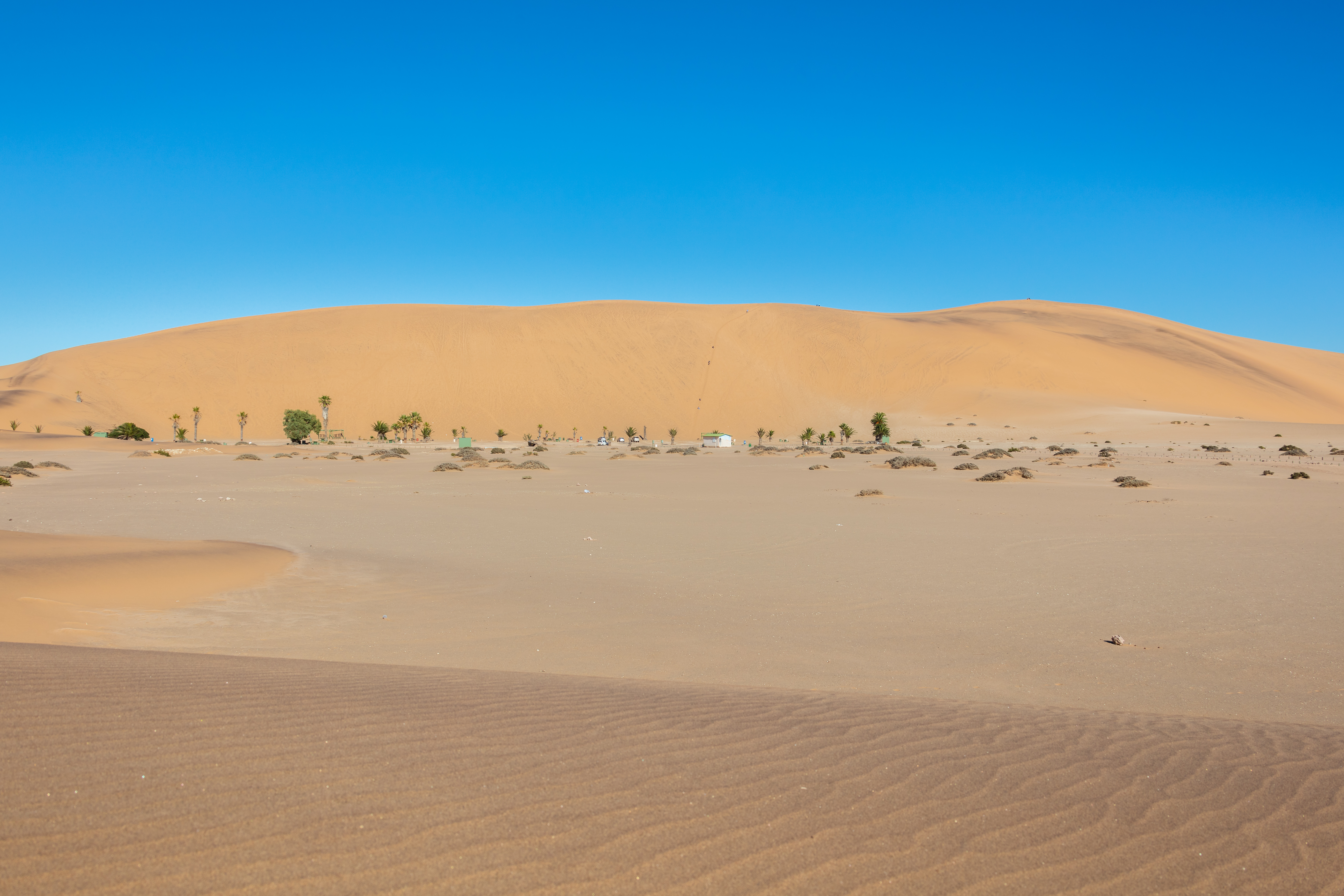
Vista general de la Duna 7.

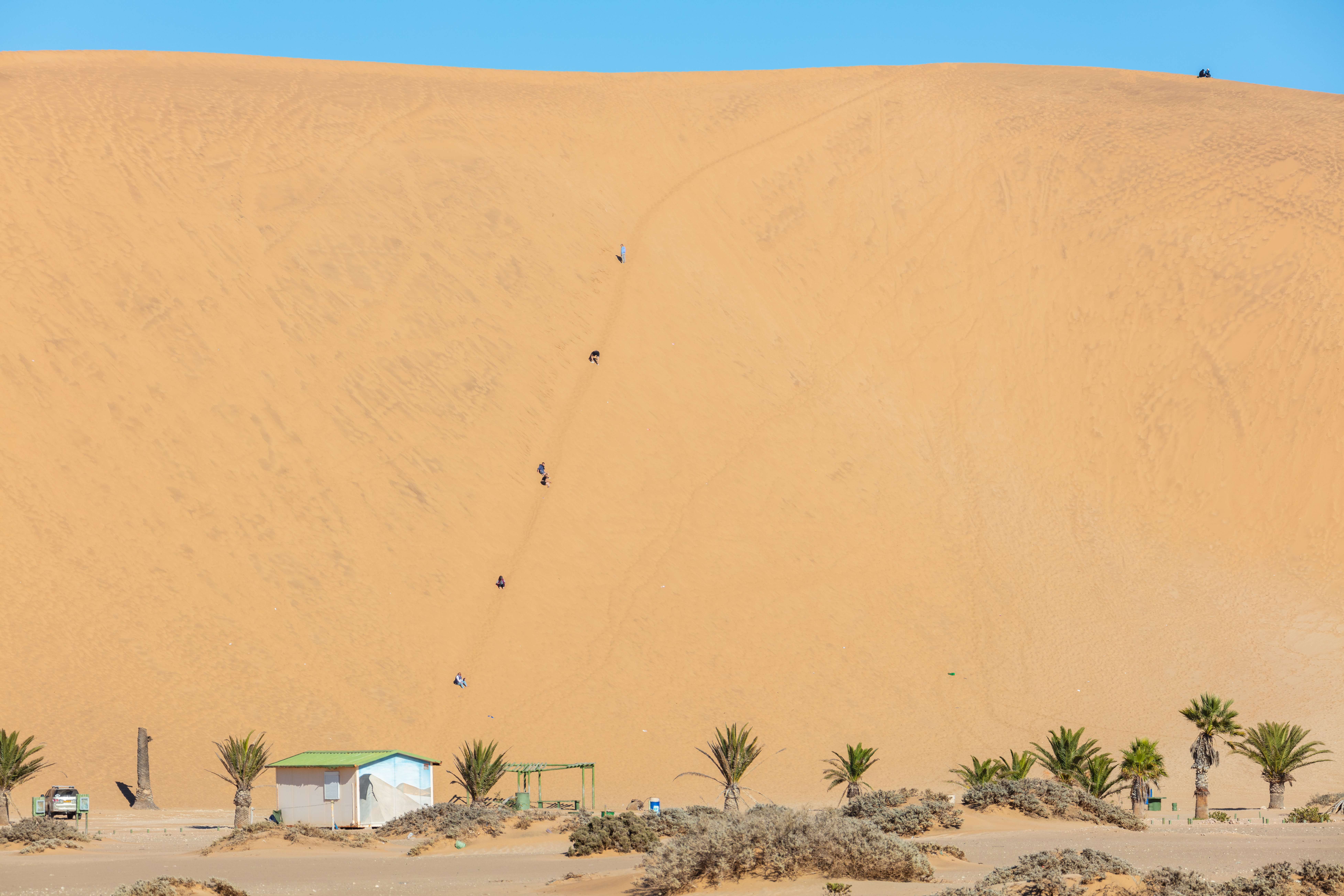
Detalle de turistas escalando la duna.

La Duna 7 (en inglés: Dune 7) es una duna de estrella no muy lejos de la ciudad portuaria de Walvis Bay, en el centro del desierto de Namib, en Namibia. Según el Ministerio de Medio Ambiente y Turismo de ese país, se trata de una elevación de 383 m, llegando a ser la duna más alta del mundo.  Otras fuentes afirman sin embargo que ocupa el sexto puesto en el mundo.